# Paradiso sul mare
O Paradiso sul mare (Paraíso sobre o mar), Anzio, Itália, é um  palácio Art nouveau construído pelo arquiteto italiano Cesare Bazzani.

## História
Terminado em 1924, o palácio está localizado no passeio marítimo da cidade Anzio onde, em 1944, as forças aliadas desembarcaron na Segunda Guerra Mundial por a Operação Shingle.
O Paradiso sul Mare é hoje de propriedade da prefeitura de Anzio.
O palacio e as lindas salas do Paradiso sul mare foram inicialmente consagradas para se tornar no casino da cidade que, porém, nunca foi aberto.
Hoje, o palácio, promove com a prefeitura de Anzio exposições de arte contemporanea. Ao longo dos anos Diretores de cinema italianos, como Federico Fellini e Alberto Sordi, filmaron en el Paraiso muitas cenas de filmes famosos como Amarcord e Polvere di stelle.

## Exposições
- Controluce, Giuliano Giganti, Paradiso sul mare (2004)
- Teknemedia, archives, Bianca Madeccia, Rocco Paternostro, Luca Pietrosanti (2006)
- Il Litorale, incontro-spettacolo di arti visive, teatro, danza e musica, con circa trenta artisti delle varie discipline (2006)
- Anzio, Nettuno informa, Modellini militari (2007)
- Arte Brasileira al Paradiso sul mare, Dominique Le Comte, Joseph Pace, Carlos Araujo (2010)
- Trezeri Quarantadue, Un nuovo obiettivo per Anzio, Mostra fotografica, Paradiso sul mare (2010)
- Provincia di Roma, Marilda Dib (2010)
- Anzio Nettuno informa, Roger Waters of Pink Floyd receive the honorary citizenship of Anzio (2013)
- Sbarco di Anzio 70th Anniversary of the Landing of Anzio (2014)